# سنت فوشتوانجر

الوجه الآخر لسنت فويشتوانجر

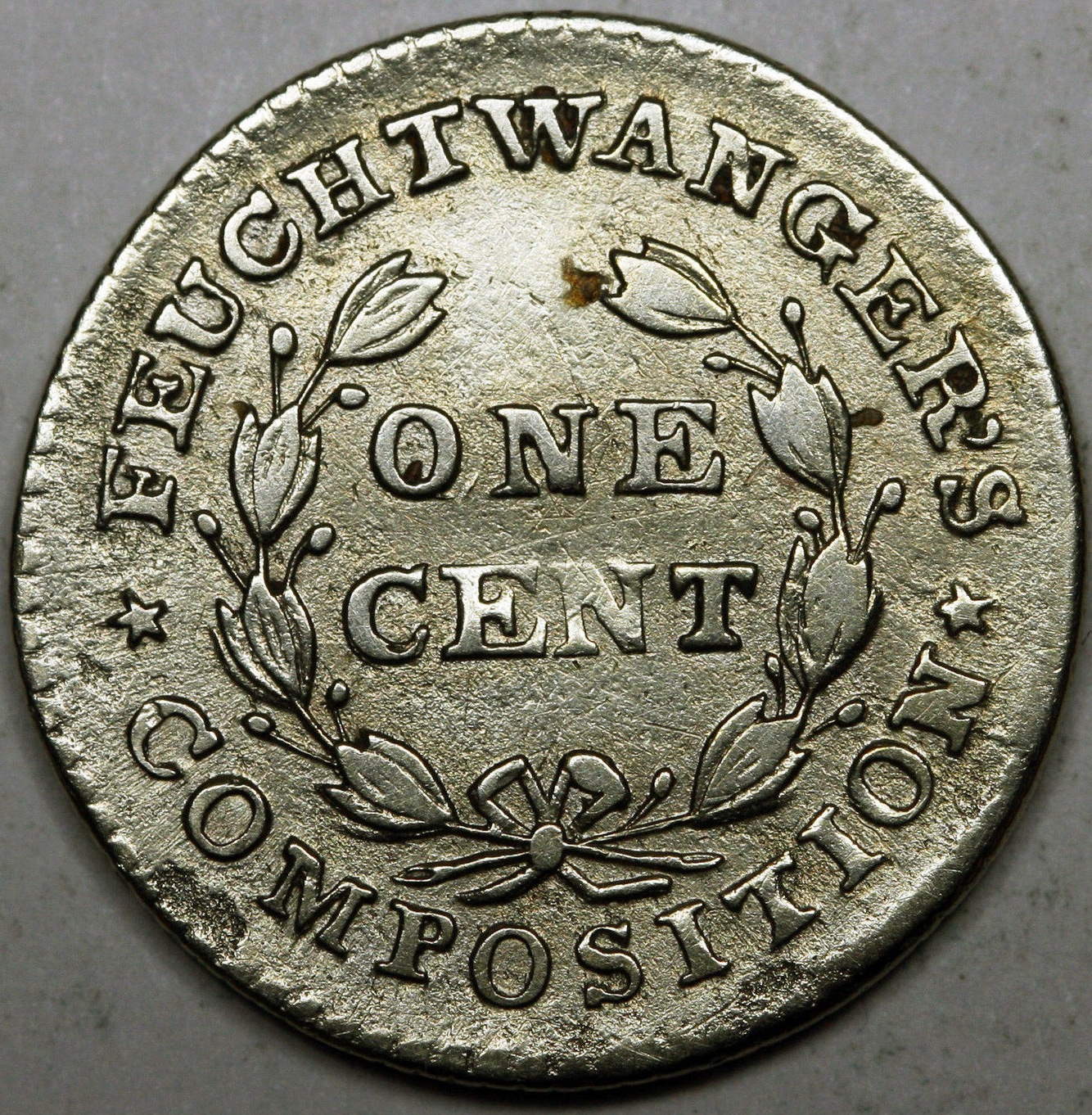
ظهر سنت فوشتوانجر 1837

سنت فوشتوانجر كان عملة رمزية خاصة من النيكل الفضي، تداولها لويس فوشتوانجر في الولايات المتحدة خلال ثلاثينيات وأربعينيات القرن التاسع عشر. كما توفرت أنواع من العملات فئة الثلاثة سنتات وإن لم تكن بكثرة العملات فئة السنت الواحد.
أنشئت هذه الرموز في الأصل كأنماط لإظهار نوع جديد من المعادن المستخدمة في سك العملات ولكن عندما فشلت هذه المقترحات استخدمت مؤقتًا من قبل الجمهور خلال فترات الكساد الاقتصادي لتوفير المال اللازم لسد النقص في العملات الصغيرة.

## التاريخ
وُلِد لويس فوشتوانجر في فورت بافاريا  في ١١ يناير ١٨٠٥ وحصل على درجة الدكتوراه من جامعة يينا ثم انتقل إلى مدينة نيويورك. كان متخصصًا في علم المعادن والفلزات والكيمياء وعمل أيضًا طبيبًا وكان عضوًا في عدد من الجمعيات العلمية. ألّف أربعة كتب في علم المعادن والكيمياء.
في عام ١٨٣٧ لتخفيف الحاجة إلى العملات المعدنية الصغيرة خلال الأوقات العصيبة ابتكر فوشتوانجر عملات معدنية من الأرجنتان (المعروف باسم "الفضة الألمانية") وهو سبيكة من النحاس والنيكل والزنك والقصدير والمعادن النزرة. كان إنتاجه أرخص بكثير من استخراج النحاس لعملات نصف السنت والسنت التي سكتها الحكومة.
عُرفت أزمة عام ١٨٣٧ وهي فترة ركود اقتصادي عصيبة أعقبت حل البنك الثاني للولايات المتحدة بتكديسها الهائل للعملات المعدنية الصغيرة. كان معظم العملات المعدنية الصغيرة المتداولة في ذلك الوقت (حوالي ١٨٣٧-١٨٤٤) يتألف من أنصاف سنتات نحاسية قديمة و"سنتات" رمزية منتجة بشكل خاص أو عملات فضية متنوعة مقطوعة وكاملة من أصل أجنبي. في الواقع لم يُصدر الكونجرس قانونًا إلا في عام ١٨٦٤ يقضي بأن يقتصر إنتاج العملات المعدنية القانونية على دار سك العملة الأمريكية.
في عام ١٨٣٧ قدّم فوشتوانجر عملاته المعدنية من فئة السنت الواحد إلى الكونغرس للموافقة عليها كعملة قانونية وبديل أرخص للنحاس. كانت هذه على الأرجح أول محاولة لتداول عملات "النيكل" في الولايات المتحدة. رفض الكونغرس طلبه لكن فوشتوانجر أصرّ على إنتاجه وتداوله. لم تُسنّ قوانين تحظر سكّ العملات الخاصة إلا عام ١٨٦٤. بين عامي ١٨٣٧ و١٨٤٤ صدرت آلاف عملات فوشتوانجر المعدنية من صيدليته في مدينة نيويورك. وقد تعرّف هواة جمع العملات على أكثر من اثني عشر قطعة مصبوبة مختلفة.
إلى جانب عملات السنت الواحد أنتج فوشتوانجر عام ١٨٦٤ أيضًا عملات بثلاثة سنتات. تُعتبر هذه العملات نادرة للغاية إذ لم يبقَ منها سوى عدد قليل. كما اشتهر فوشتوانجر بإنتاج قوالب تشبه الطوابع تحمل شعاره الشائع وهو نسر ينقض على ثعبان.